# Střední průmyslová škola, Odborná škola a Základní škola Nové Město nad Metují

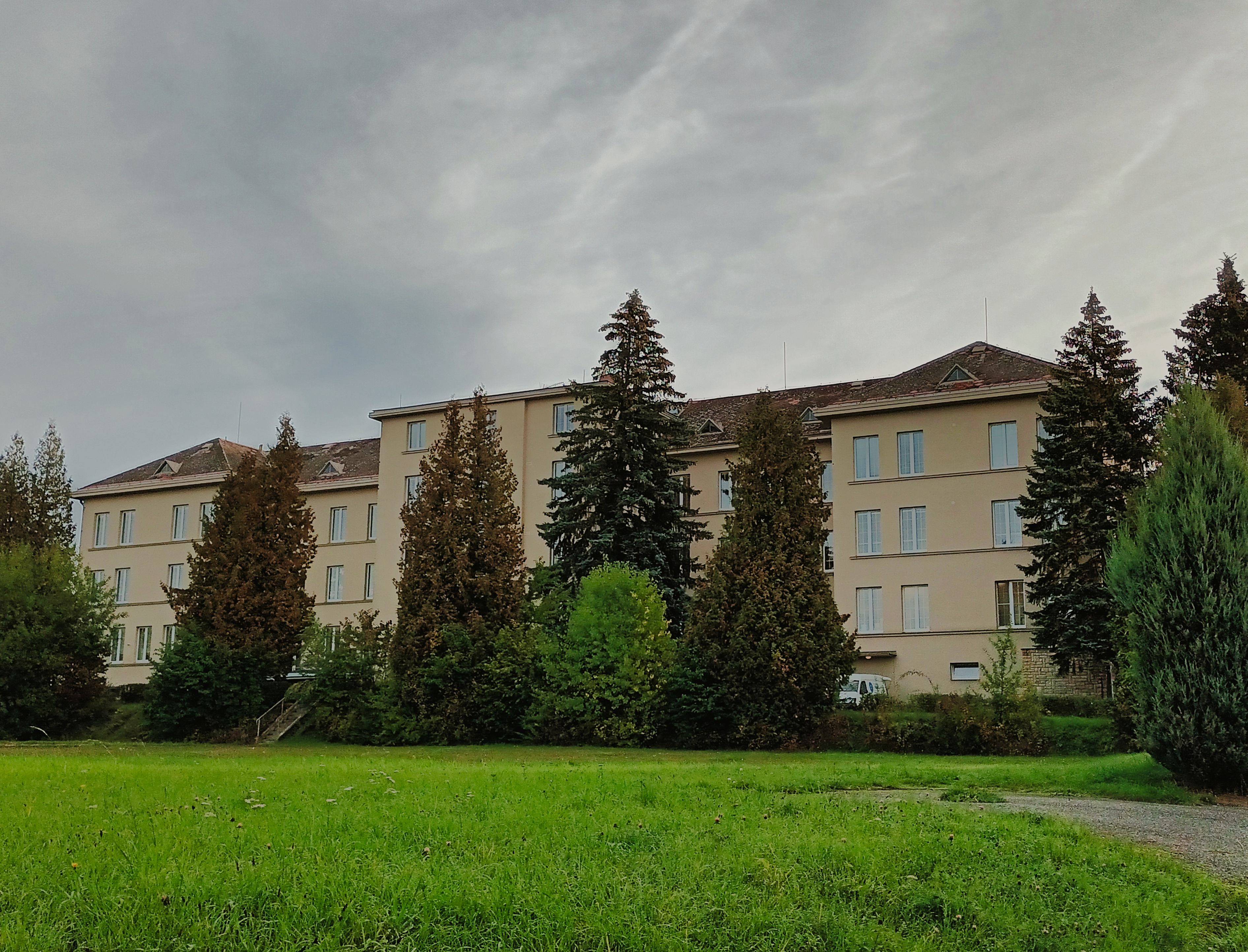
Internát a jídelna SPŠ, OŠ, ZŠ Nové Město nad Metují. Pomístní název „kasárna“ – jde o jednu z budov bývalých kasáren VÚ 6590.

Střední průmyslová škola, Odborná škola a Základní škola Nové Město nad Metují vznikla sloučením středních škol a základní školy v Novém Městě nad Metují v roce 2018. Tato škola navazuje na dřívější tradiční vzdělávací instituce v Novém Městě nad Metují orientované na strojírenský průmysl a služby (SPŠ, SOŠ a SOU). Škola sídlí v několika budovách v rámci Nového Města nad Metují, ale i blízkého okolí. Škola disponuje vlastními stravovacími, ubytovacími i volnočasovými kapacitami. Součástí studia je i účast na nejrůznějších oborových veletrzích (např. Mezinárodní strojírenský veletrh v Brně) výstavách a festivalech. Škola úzce spolupracuje s významnými regionálními firmami (např. Škoda Auto, Ammann Czech Republic, Mesa Parts), díky čemuž získala certifikát Firma škole – Škola firmě za rok 2020. Zároveň je již od roku 2004 certifikovanou školou v profesně zaměřeném programu Autodesk academia (AAP). V rámci propojení studentské praxe a služeb pro veřejnost škola provozuje i vlastní kadeřnický salón a karosářskou dílnu. Odborná praxe studentů probíhá i u významných regionálních zaměstnavatelů. Škola je mimo jiné realizátorem mnohých inovativních projektů, jako je například Polytechnické centrum Novoměstska nebo Škola pro život, jež se zaměřuje na bližší zapojování odborníků z praxe do výuky, využívání moderních ICT přístupů ve vzdělávání, širší využívání projektové výuky nebo péče o duševní potřeby studentů zřízením pozice školního psychologa. Ředitelství školy se nachází v budově Střední průmyslové školy v ulici Československé armády, č. p. 376. 

## Historie školy
Dnešní podoba školy vznikla postupným slučováním středních odborných škol v Novém Městě nad Metují. Základ tvoří původní Střední průmyslová škola strojnická, která vznikla v roce 1953 a navázala na tradici Odborné obvodové školy živnostenské. Druhou školou bylo Střední odborné učiliště strojírenské, které bylo založeno v roce 1963. Tato škola postupně rozšiřovala nabídku oborů, a proto byla nutná změna názvu, nejprve na SOU řemesel a služeb a později na SOŠ a SOU; další školou schovanou pod dnešní SPŠ je SOU technicko-společenské, které se v roce 2000 stalo součástí SOU řemesel a služeb.[zdroj?]
V roce 2011 došlo ke sloučení Střední odborné školy a Středního odborného učiliště se Střední průmyslovou školou. Zároveň se změnil i název školy na Střední průmyslová škola, střední odborná škola a střední odborné učiliště, Nové Město nad Metují.[zdroj?]
Od roku 2018 jsou z rozhodnutí zřizovatele (Královéhradecký kraj) novoměstské střední školy sloučené ve vyšší celek, a to Střední průmyslová škola, Odborná škola a Základní škola, Nové Město nad Metují. Součástí sloučeného novoměstského vzdělávacího „kampusu“ se stalo i speciální učiliště a základní škola pro žáky se speciálními vzdělávacími potřebami. 

## Vyučované obory na Střední průmyslové škole
Ve školním roce 2022/2023 poskytovala SPŠ následující obory:  
- Úplné střední odborné vzdělání s maturitou (obory dle kategorizace MŠMT označené písmenem M).  Absolventi získají maturitní vysvědčení, jsou připraveni do praxe a mohou pokračovat i ve vysokoškolském nebo vyšším odborném vzdělávání.
  - Informační technologie se zaměřením na:
    - Počítačový design a reklama
    - Aplikace počítačů v technice a robotice

  - Strojírenství se zaměřením na:
    - Průmyslová automatizace a robotika
    - Management ve strojírenství

- Úplné střední odborné vzdělání s maturitou (s odborným výcvikem; obory označené dle kategorizace MŠMT písmenem L).  Absolventi získají maturitní vysvědčení, jsou připraveni do praxe a mohou pokračovat i ve vysokoškolském nebo vyšším odborném vzdělávání.
  - Kosmetička

- Úplné střední odborné vzdělání s vyučením i maturitou (s odborným výcvikem; obory označené dle kategorizace MŠMT písmenem L).  Absolventi získají výuční list i maturitní vysvědčení, jsou připraveni do praxe a mohou pokračovat i ve vysokoškolském nebo vyšším odborném vzdělávání
  - Mechanik seřizovač – Programátor CNC strojů

- Střední odborné vzdělání s výučním listem (obory označené dle kategorizace MŠMT písmenem H).  Absolventi získají výuční list, po tříletém studiu je možno pokračovat v nástavbovém studiu k získání maturity
  - Karosář
  - Strojní mechanik
  - Obráběč kovů
  - Kadeřník

## Vyučované obory na Odborné škole
Ve školním roce 2022/2023 poskytovala OŠ následující obory:  
- Nižší střední odborné vzdělání (obory označené dle kategorizace MŠMT písmenem E). Jde o vyučení s nižšími nároky v oblasti všeobecného a obecně odborného vzdělání, absolventi jsou připraveni pro výkon jednoduchých prací v rámci dělnických povolání. Absolventi získají výuční list, doba přípravy je obvykle tři roky, u několika málo oborů dva roky.
  - Stravovací a ubytovací služby, Pečovatelské služby, Provozní služby, Potravinářské práce, Strojírenské práce, Zahradnické práce, Prodavačské práce, Potravinářská výroba.
- Střední vzdělání bez výučního listu (obory označené dle kategorizace MŠMT písmenem C)
  - Praktická škola dvouletá.

## Vyučované obory na Základní škole
Ve školním roce 2022/2023 poskytovala ZŠ vzdělání především dětem, u nichž je dominantní specifická vývojová porucha chování a také dětem s lehkým mentálním postižením. 

## Známí studenti a absolventi dnešní SPŠ
- Jan Birke – český politik, bývalý poslanec a nynější starosta Náchoda
- Pavel Brendl – bývalý český hokejista, začal studium na tehdejší SOU Řemesel a služeb (součást dnešní SPŠ), v průběhu studia odešel do Olomouce kvůli hokejové kariéře
- Pavel Černý – bývalý český fotbalista a československý reprezentant
- Miroslav Popov – český motocyklový závodník, v letech 2011–2015 studoval SPŠ Nové Město nad Metují, obor Strojírenství[12]
- Jakub Štěpán – český herec, studoval na SPŠ, SOŠ a SOU (součást dnešní SPŠ) obor Obchodník, později odešel na pražskou konzervatoř[13]

## Galerie

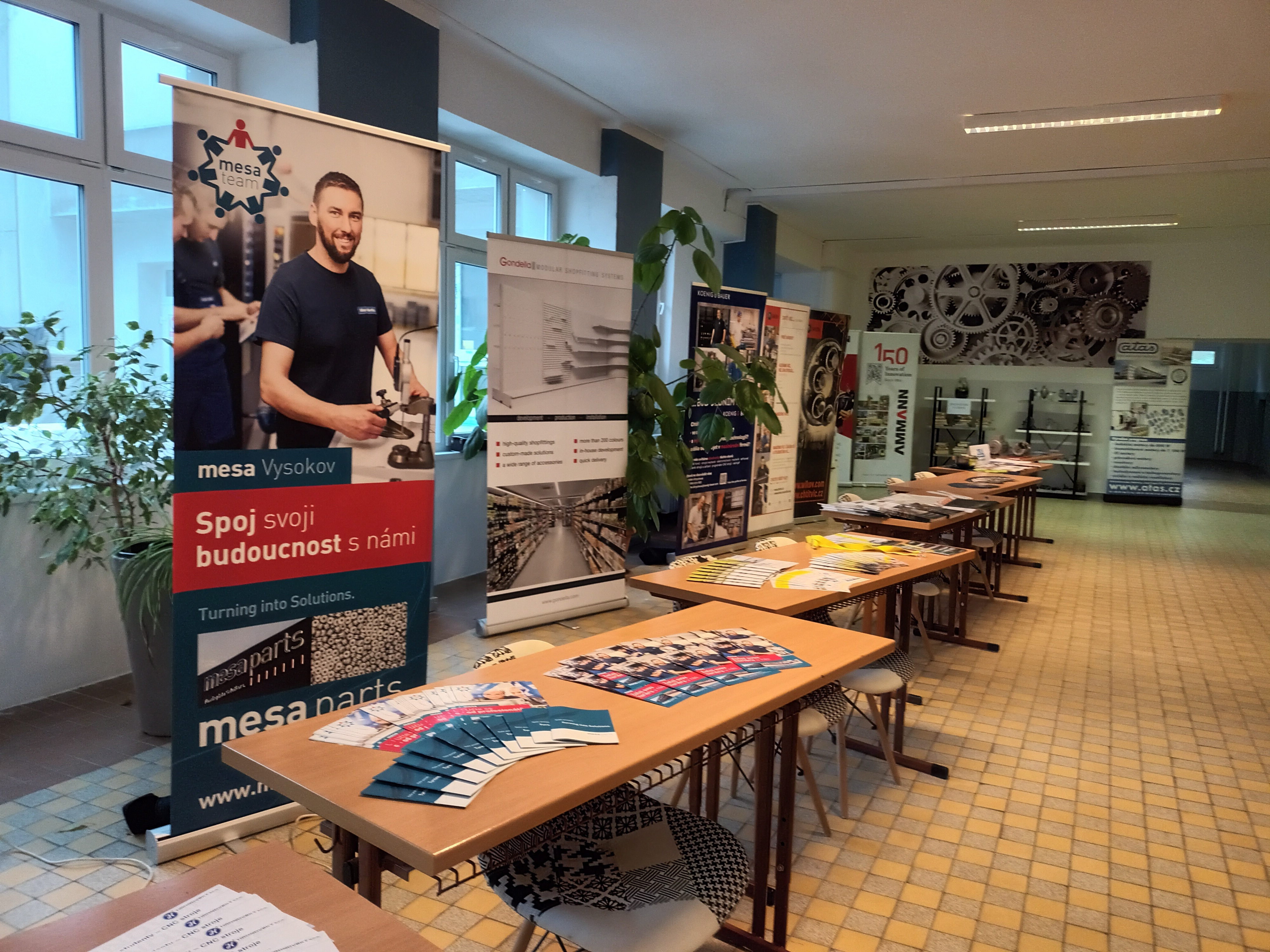
Prezentace firem v SPŠ
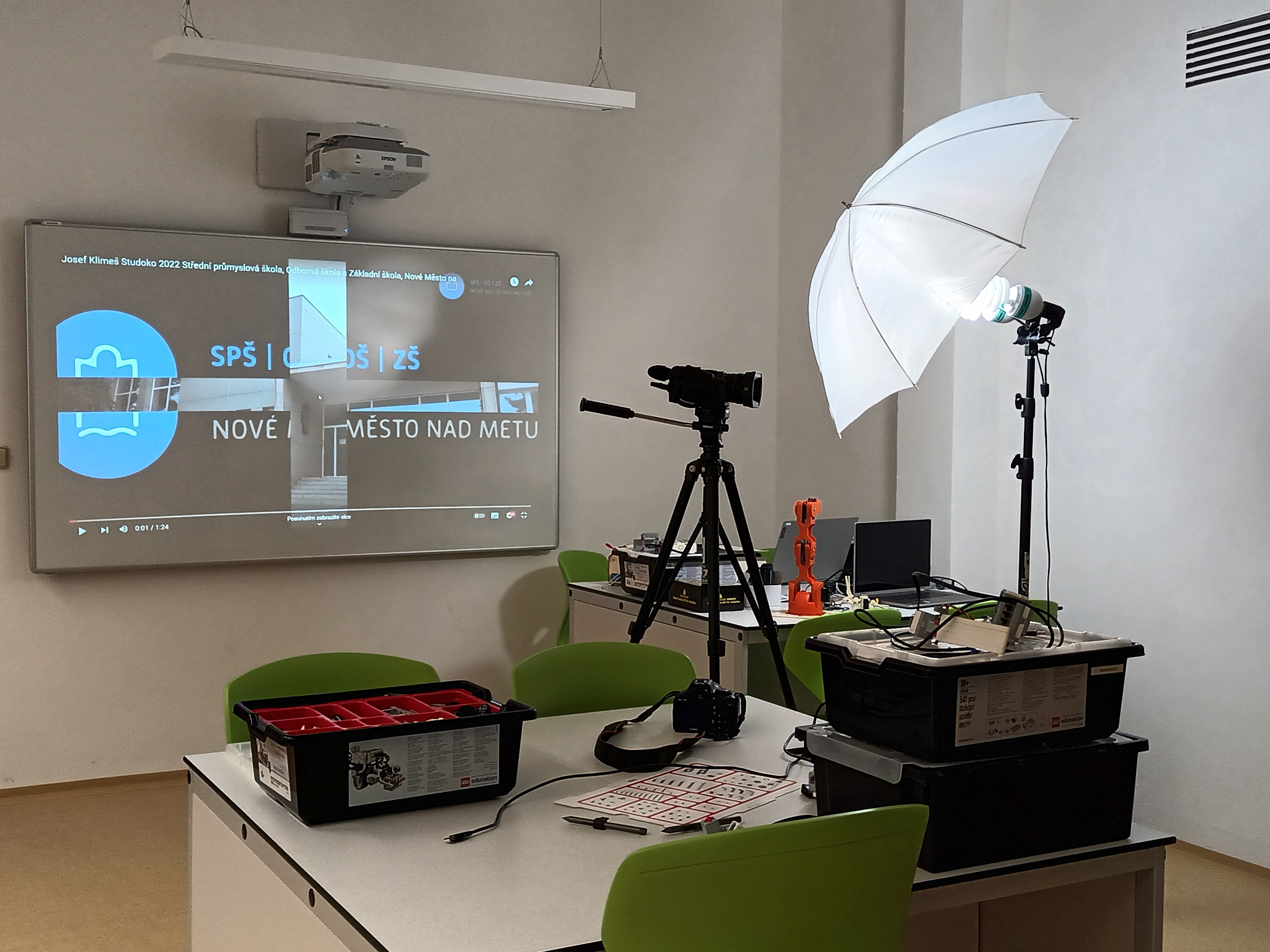
Polytechnické a IT centrum SPŠ
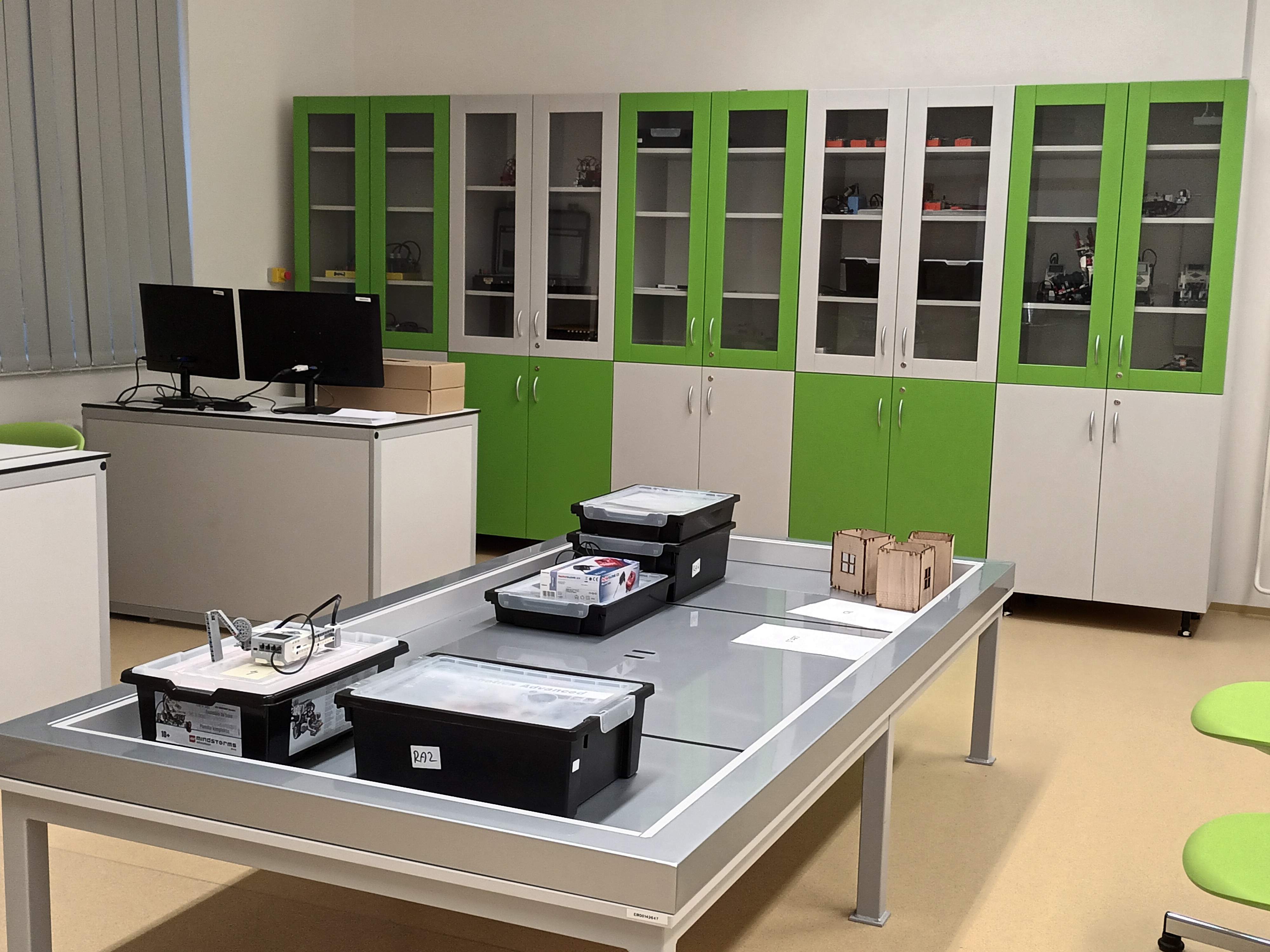
Polytechnické a IT centrum SPŠ - robotika
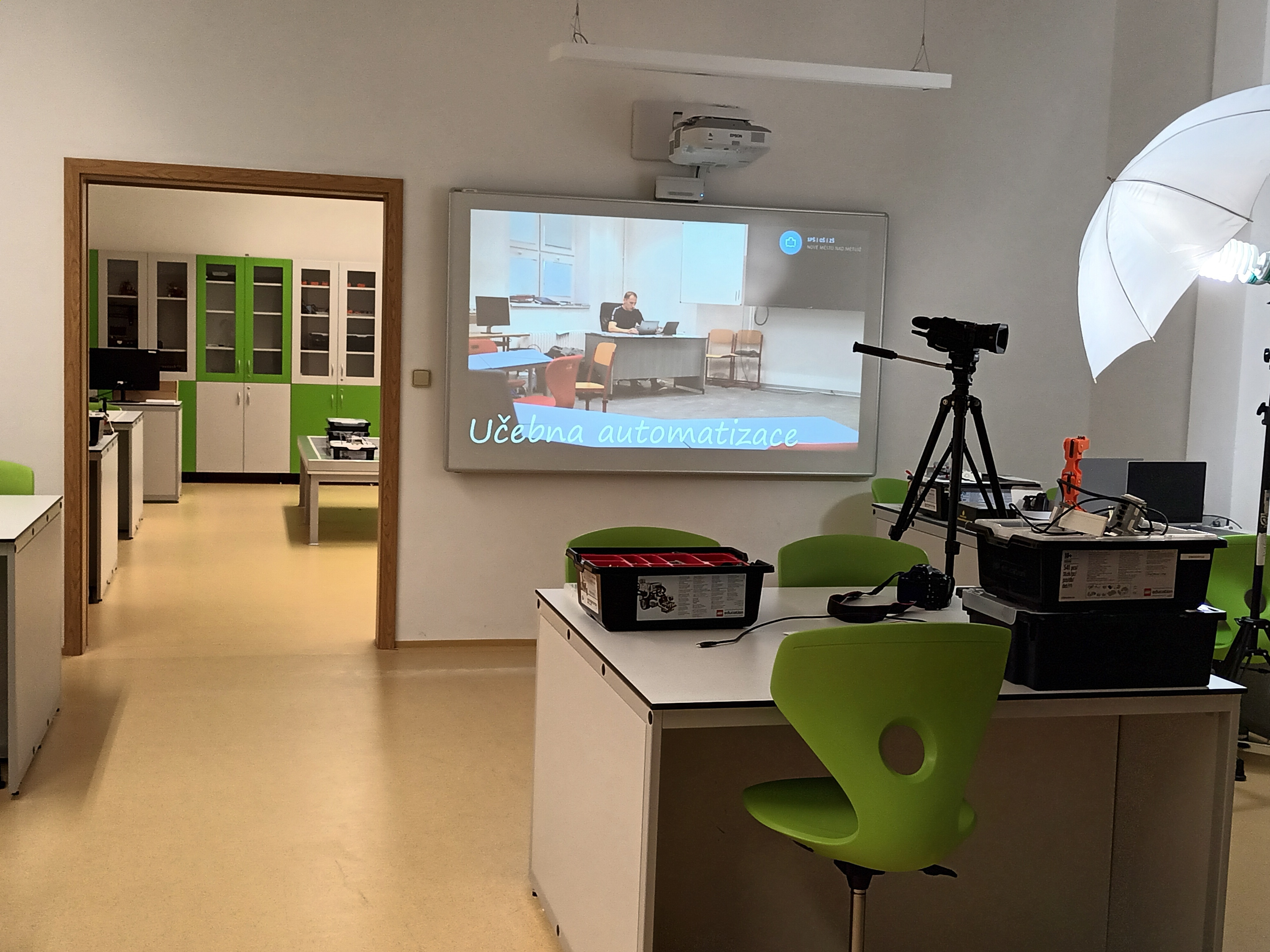
Polytechnické a IT centrum SPŠ – medialní laboratoř
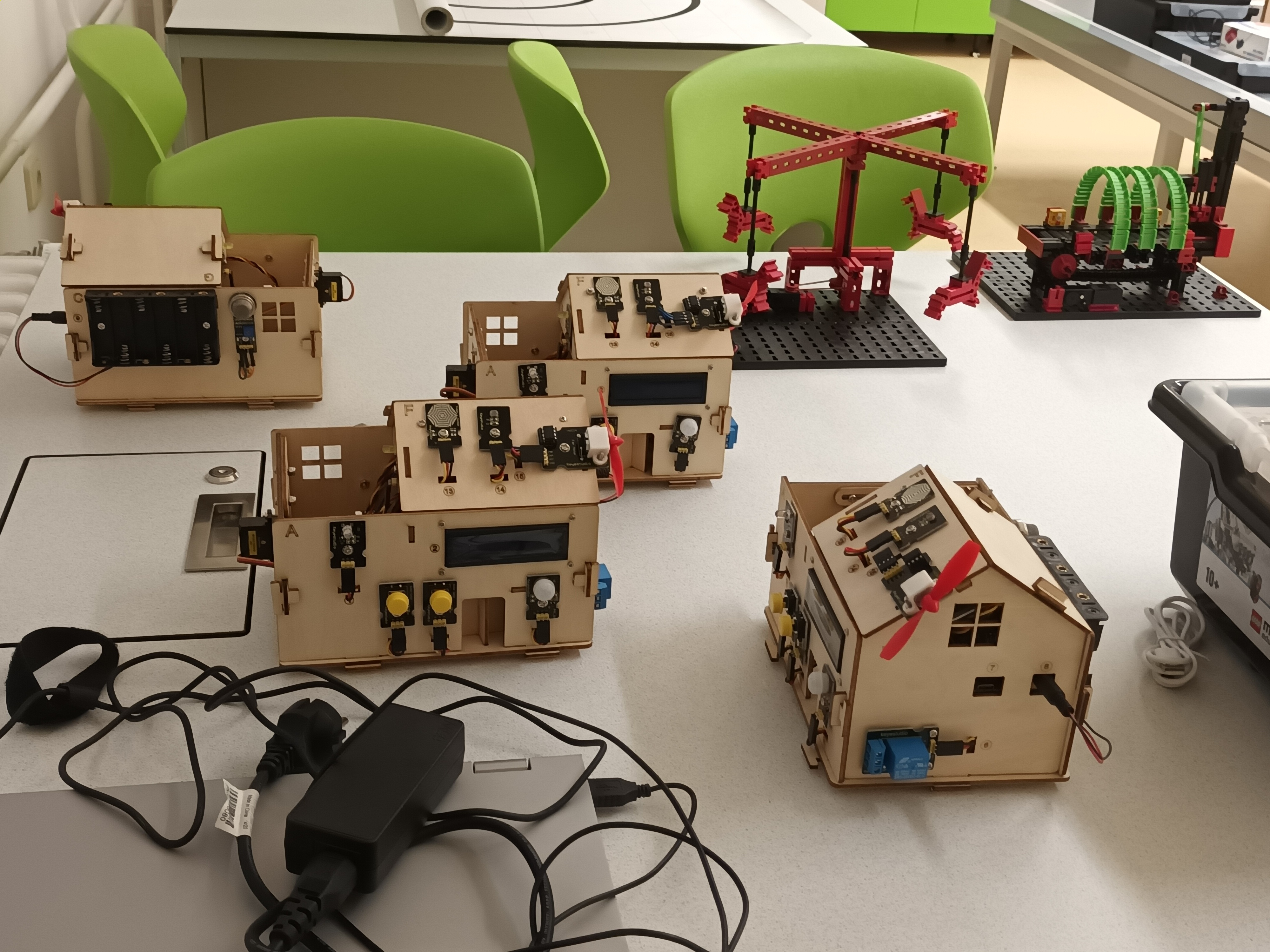
Polytechnické a IT centrum SPŠ – robotika a IoT.jpg
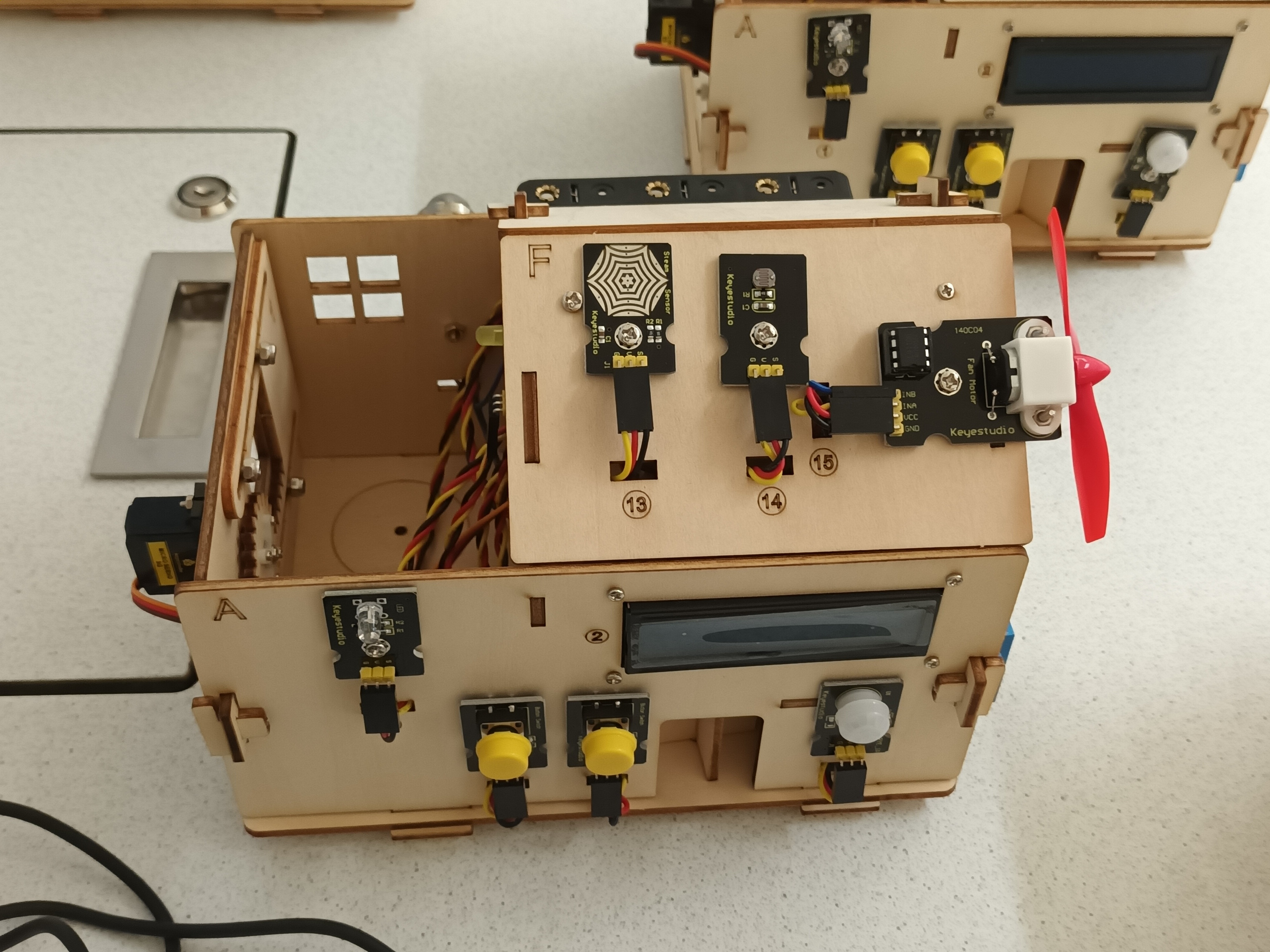
Polytechnické a IT centrum SPŠ - projekt
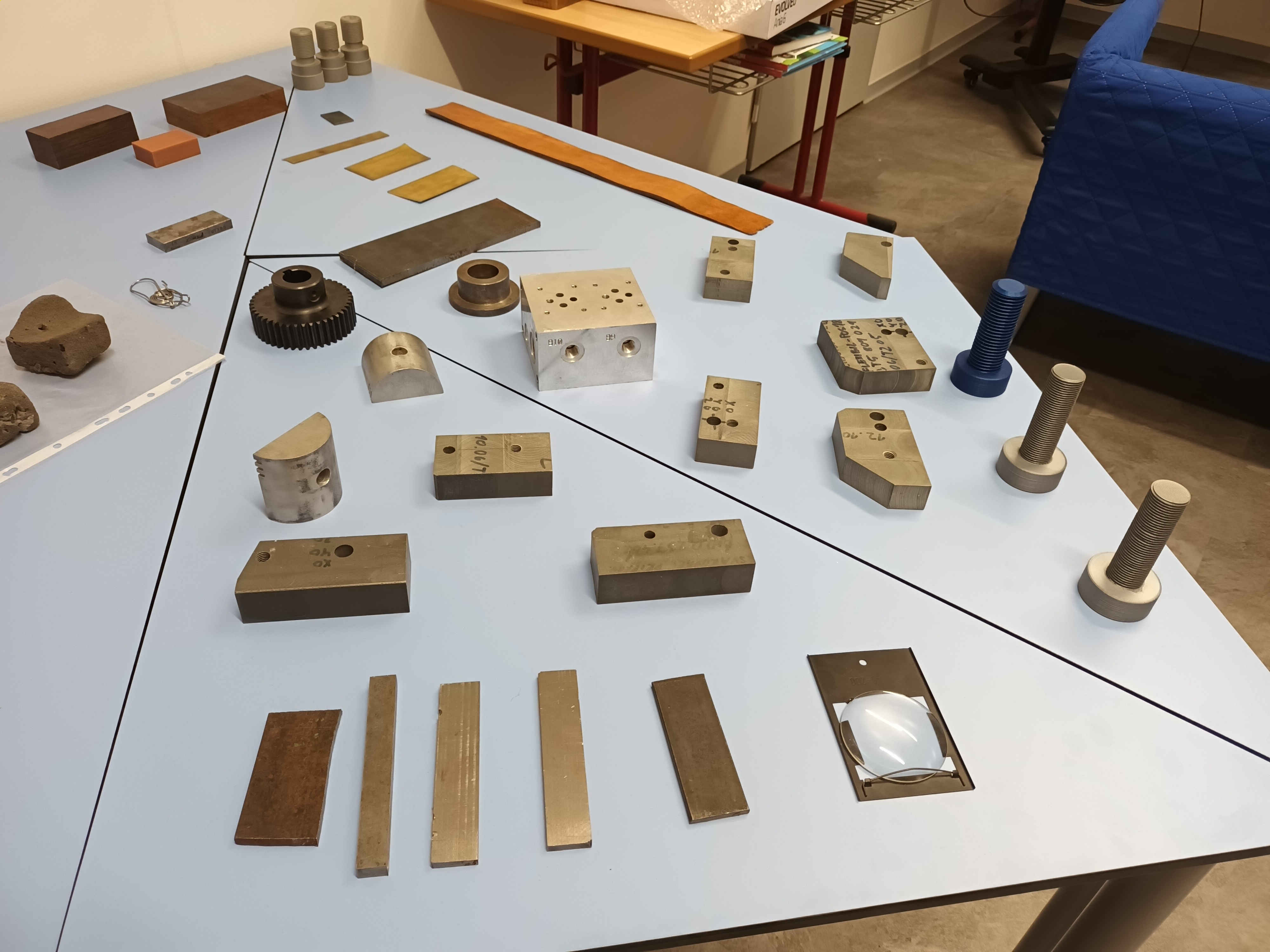
Učebna robotiky a automatizace SPŠ
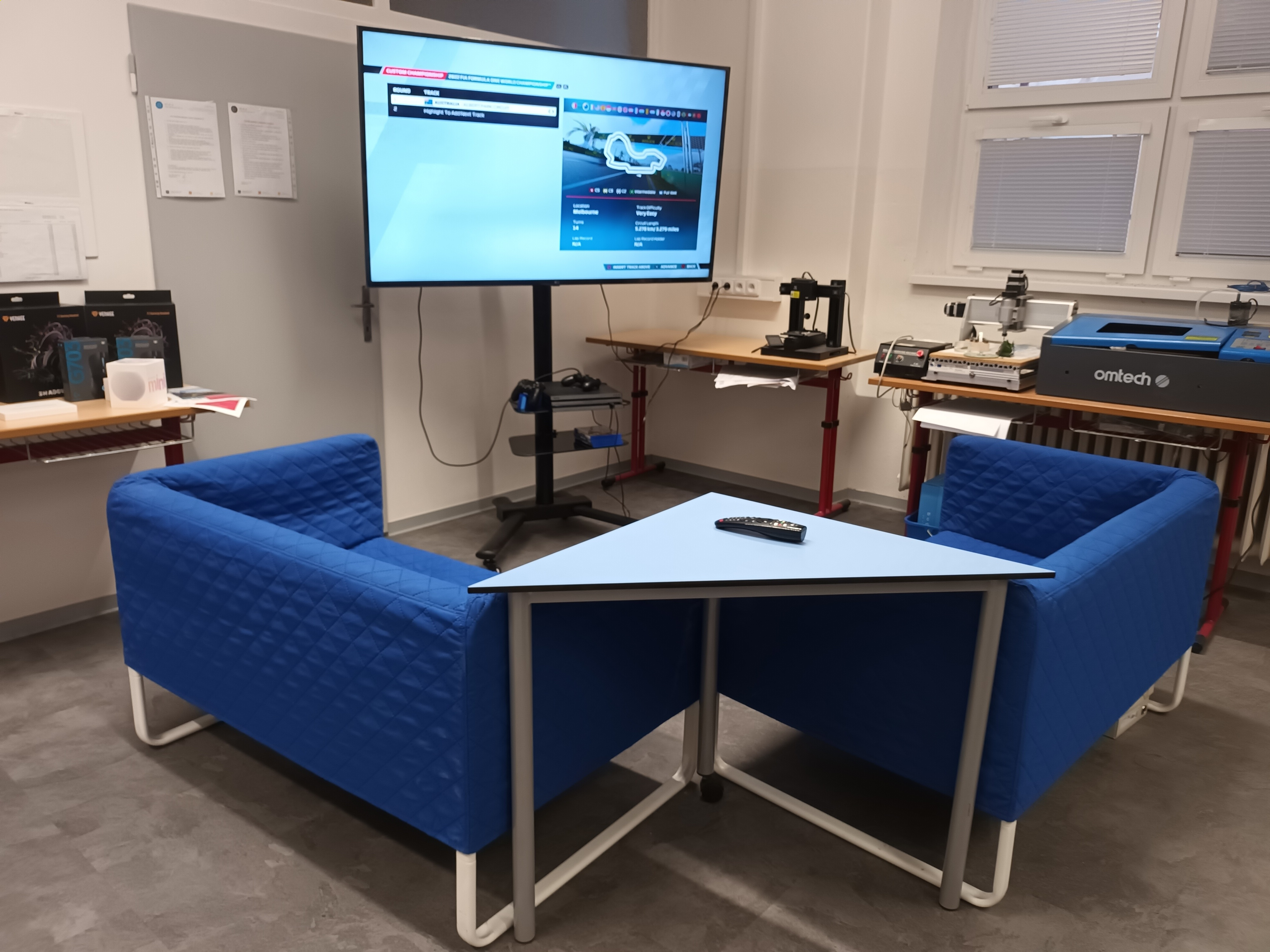
Učebna robotiky a automatizace SPŠ – videoherní aplikace
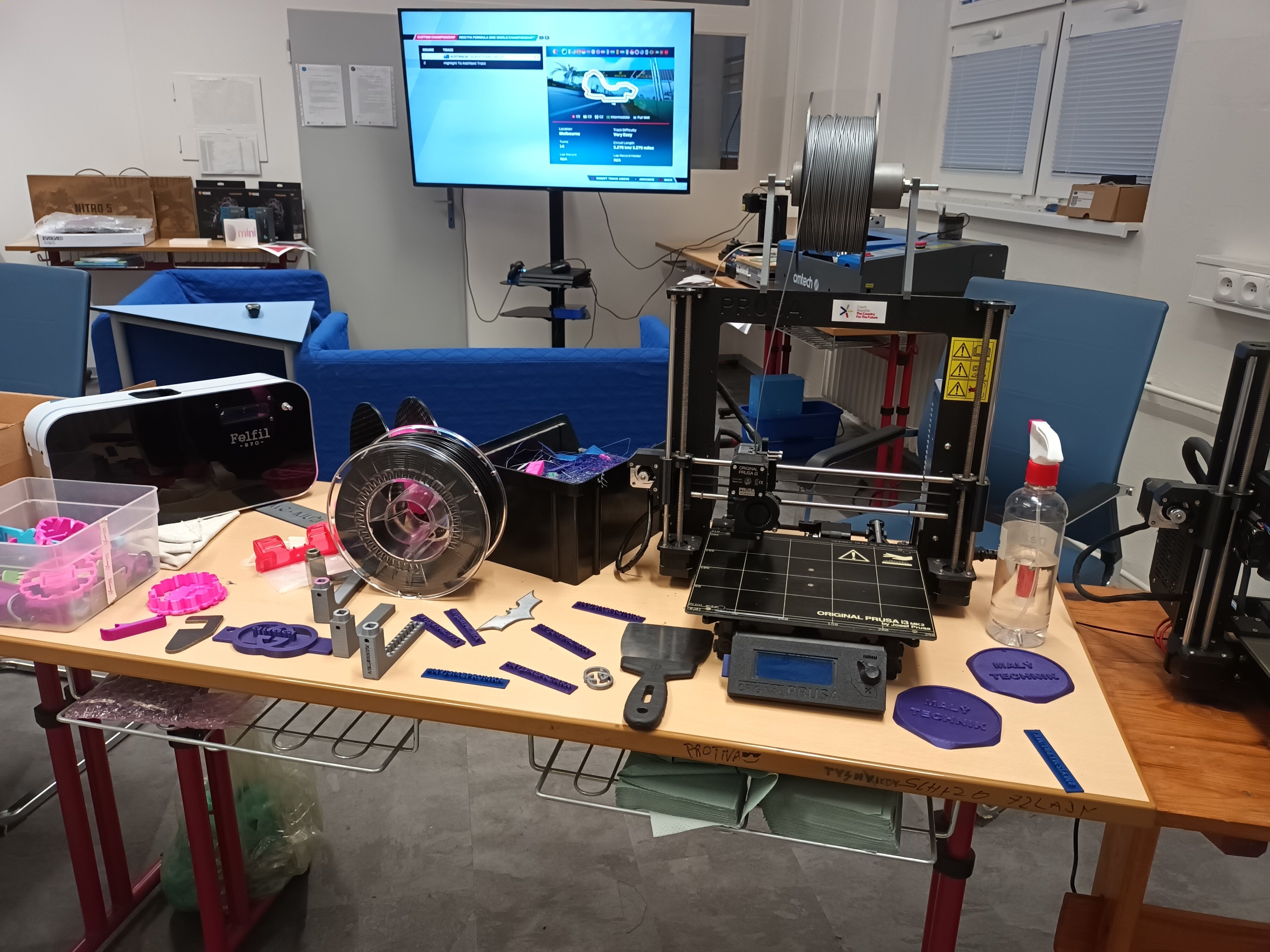
Učebna robotiky a automatizace SPŠ – 3D tiskárna
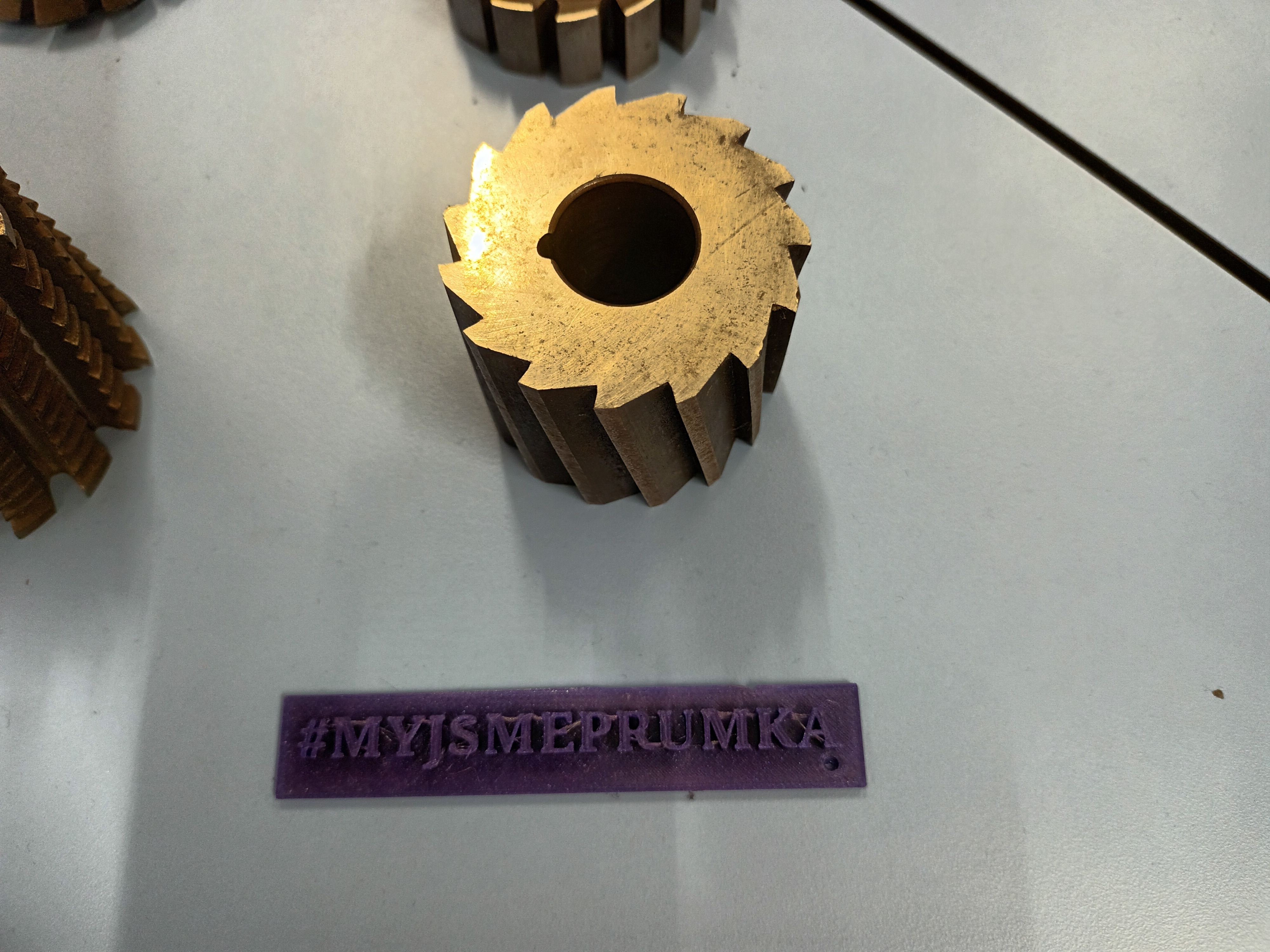
Učebna robotiky a automatizace SPŠ – odkaz průmyslové historie
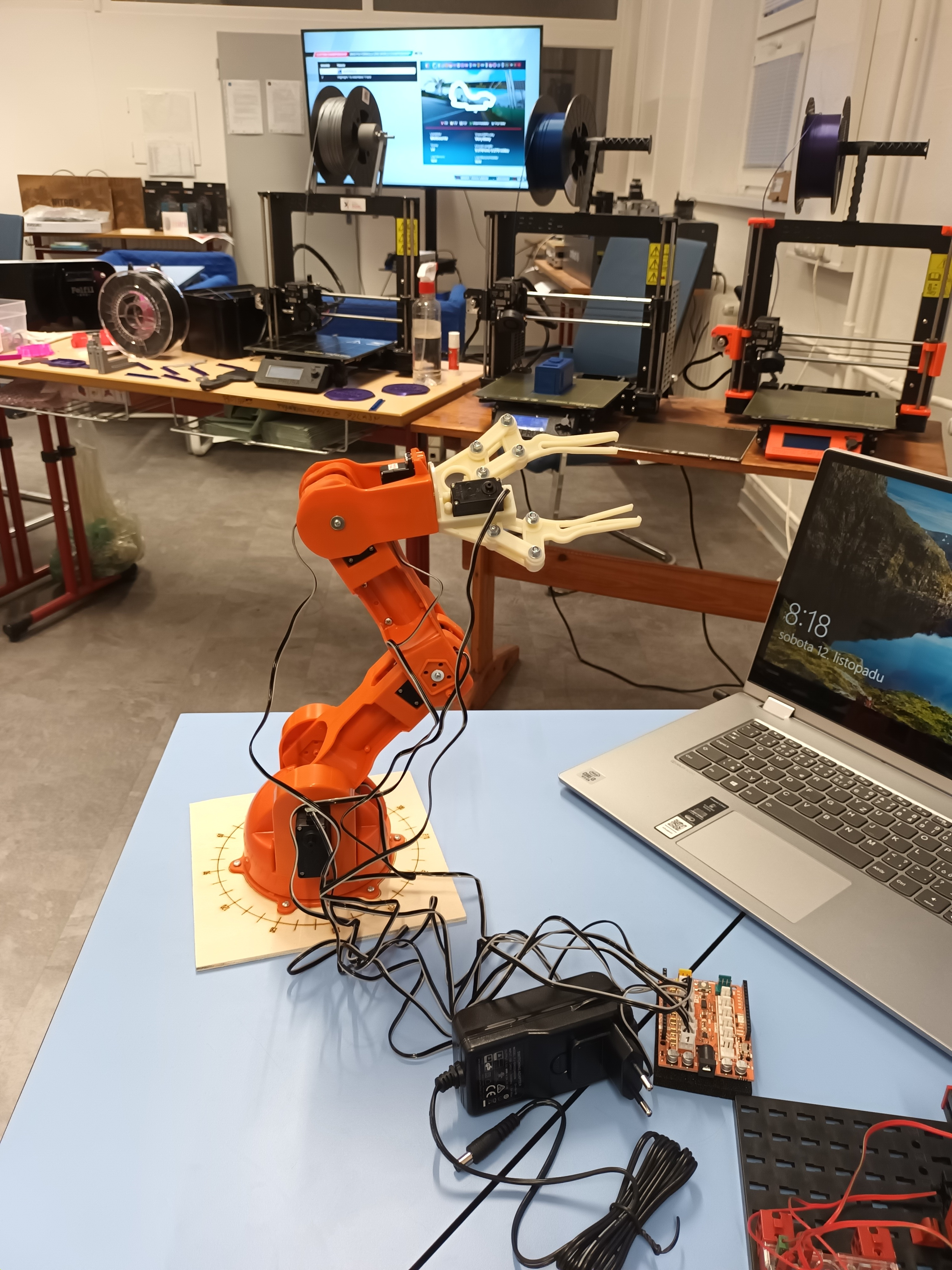
Učebna robotiky a automatizace SPŠ – aplikace 3D tisku
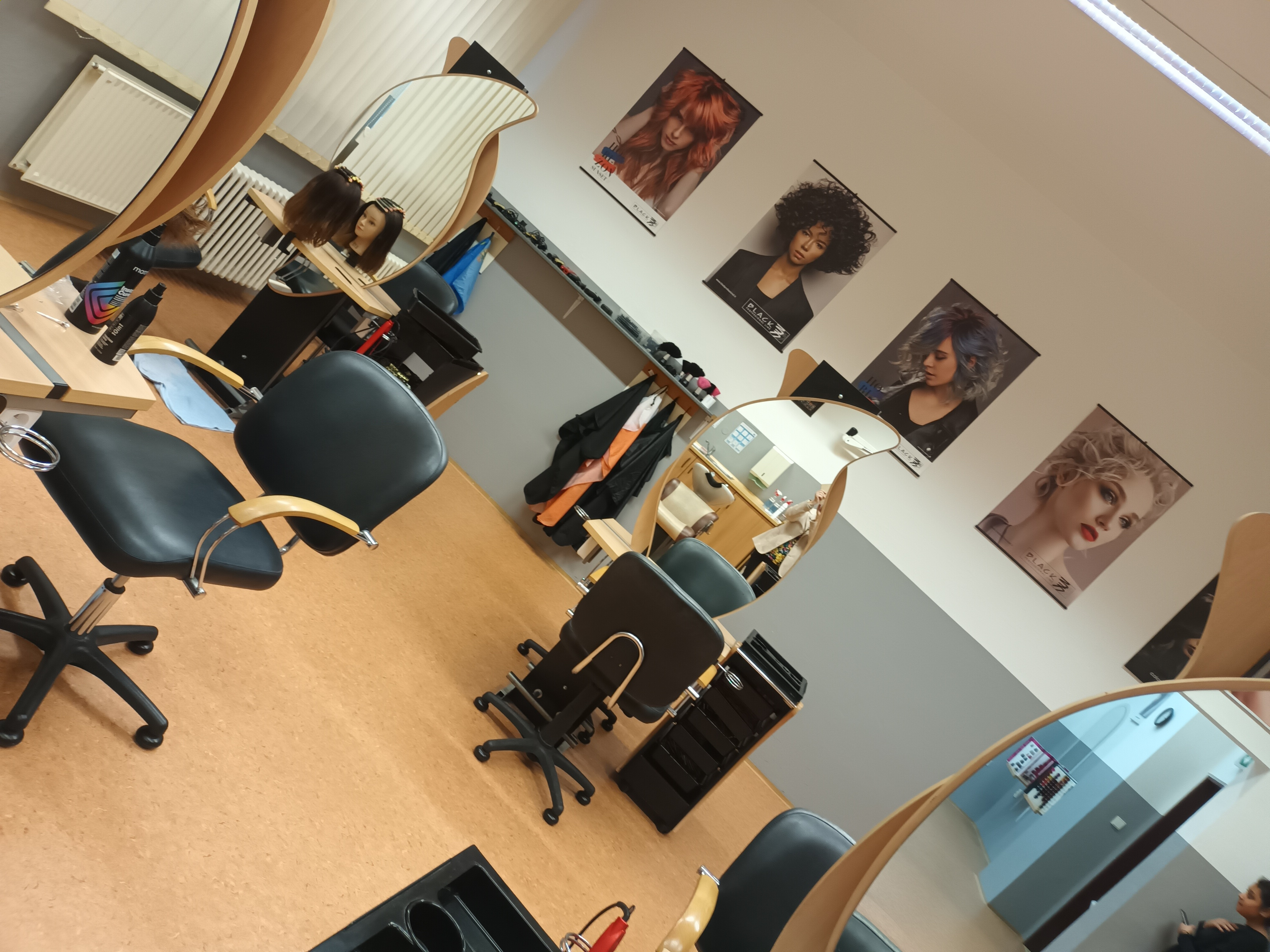
Kadeřnický salón SPŠ
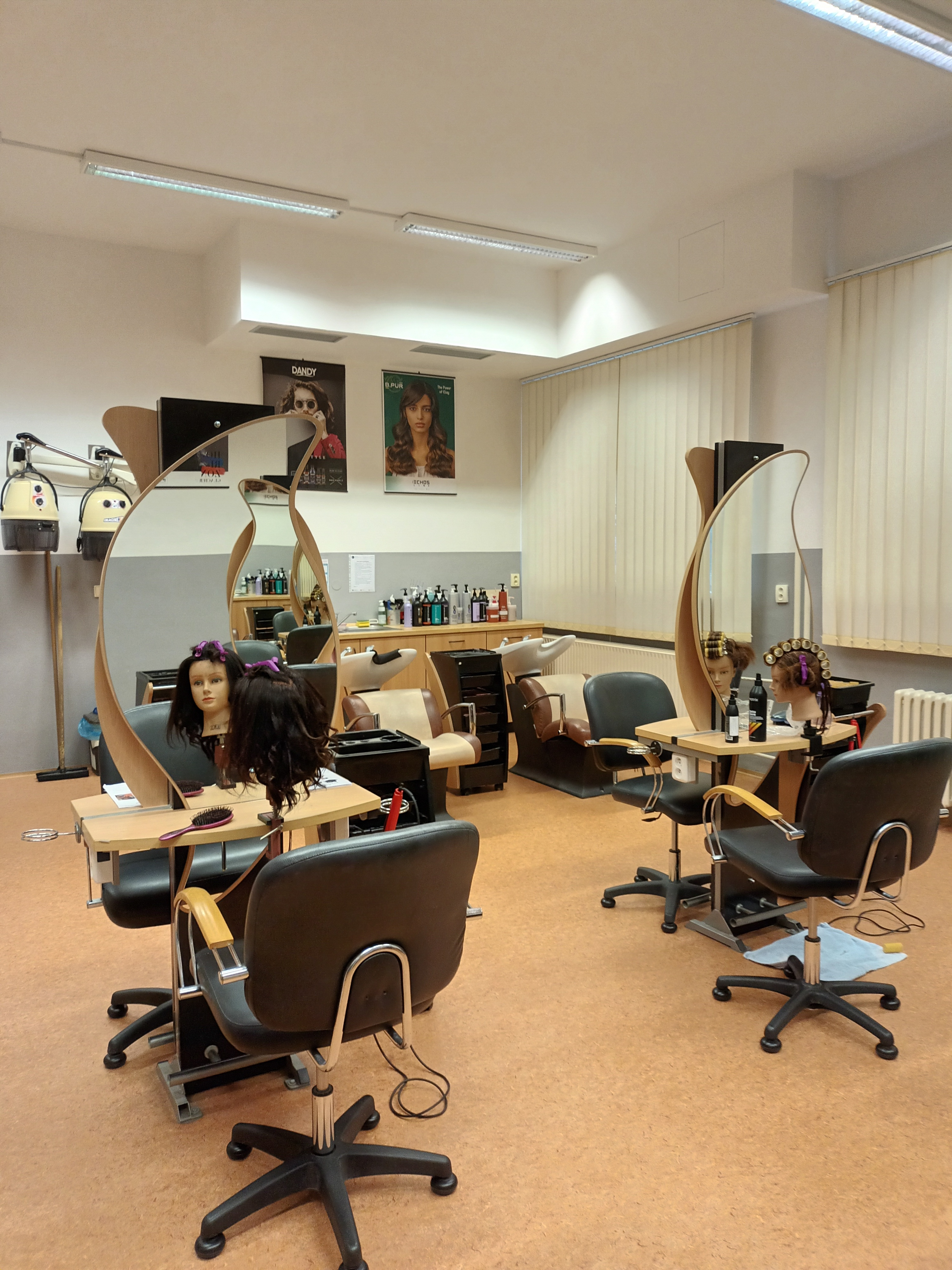
Kadeřnický salón SPŠ 2
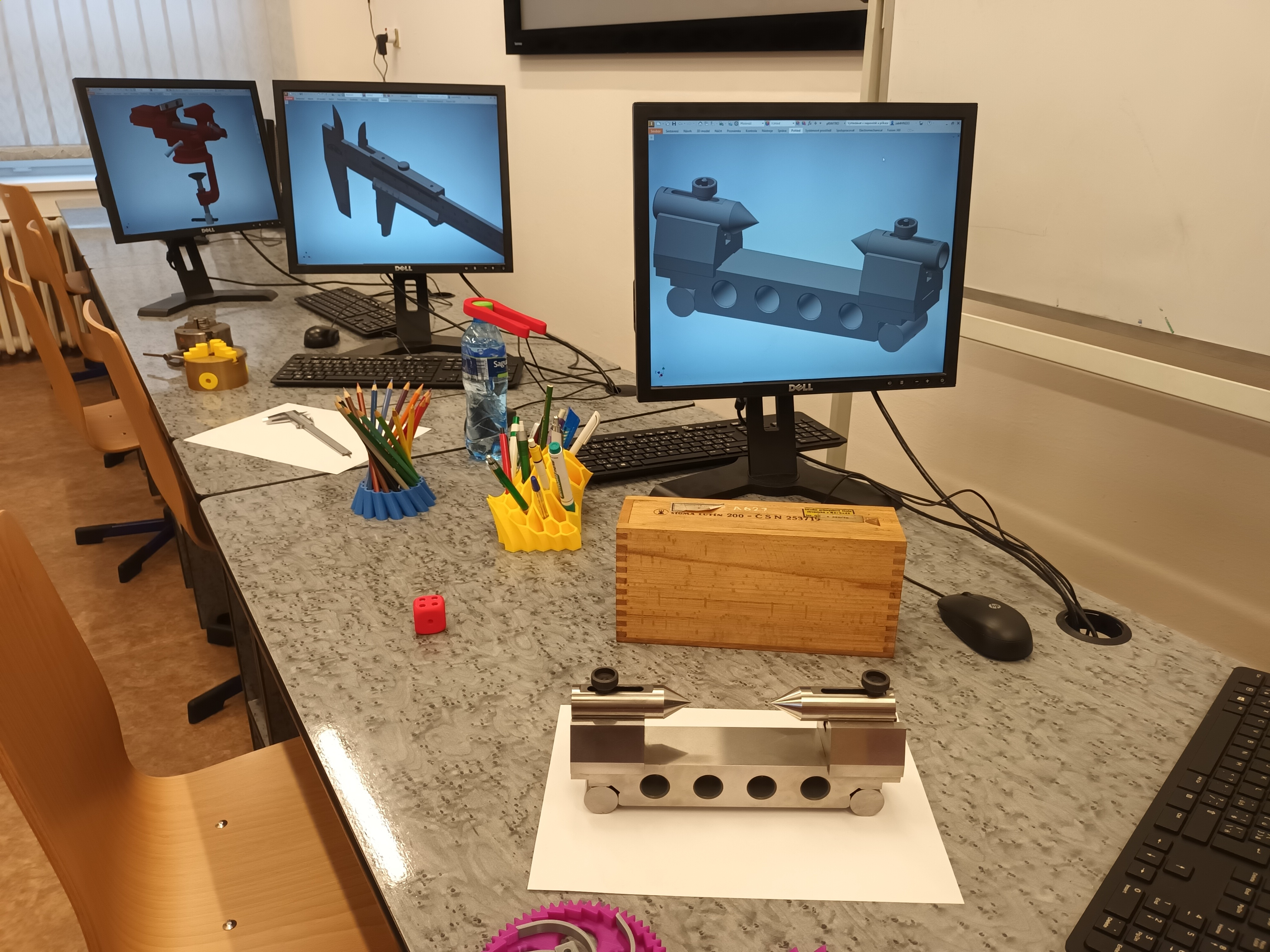
Laboratoř strojírenství. Mechanik seřizovač - Programátor CNC strojů
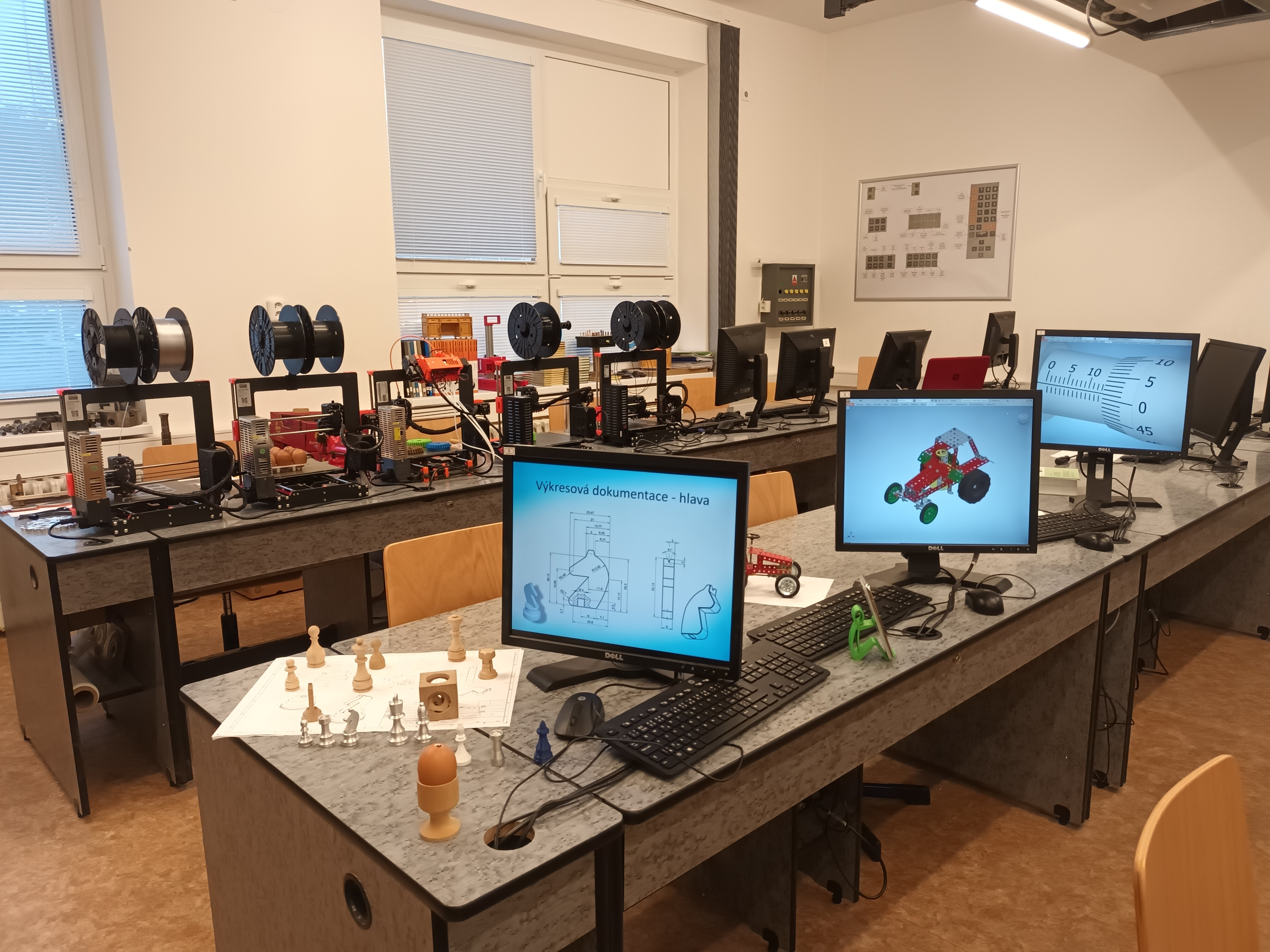
Laboratoř strojírenství – vybavení
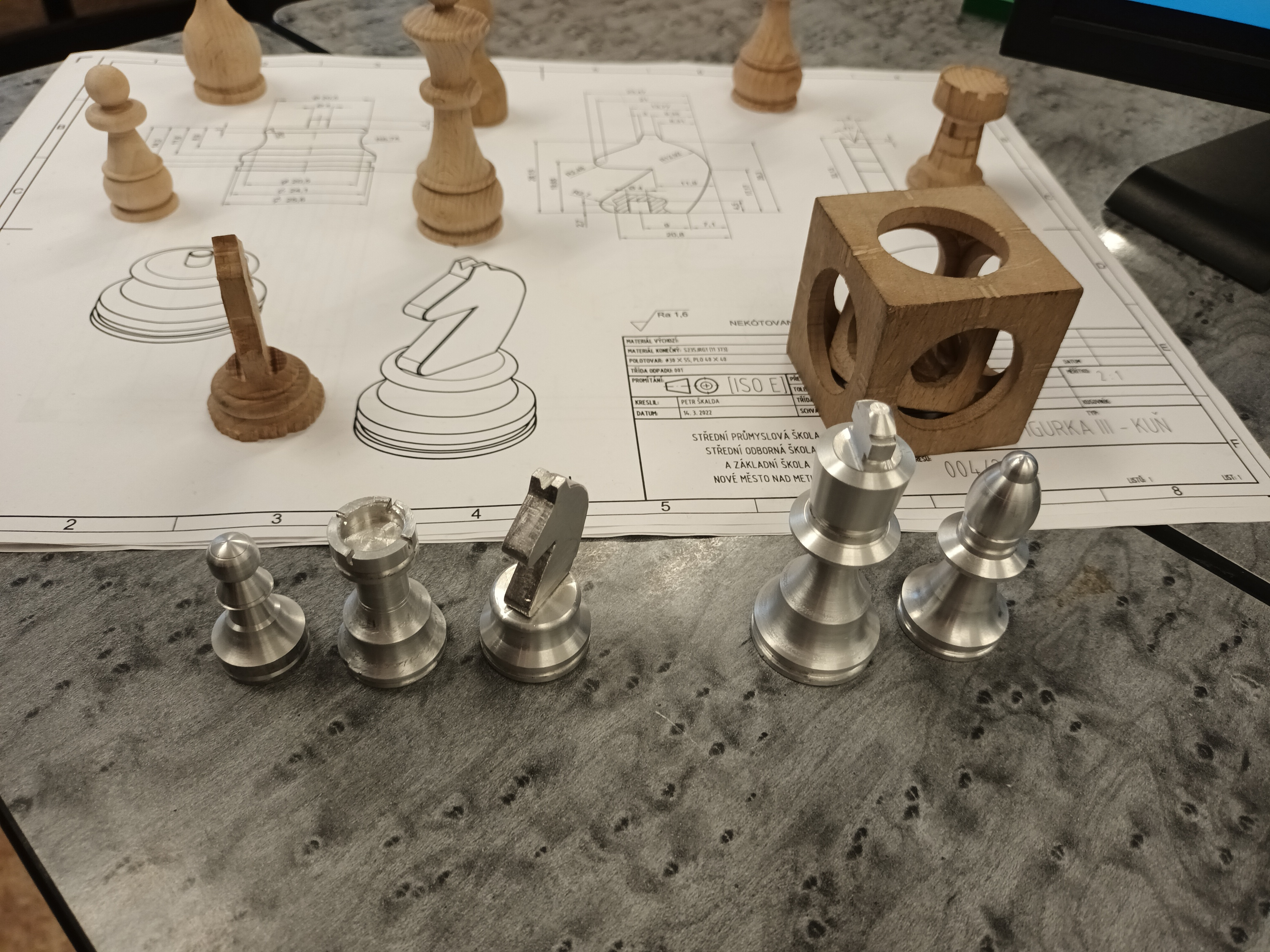
Laboratoř strojírenství – ukázky
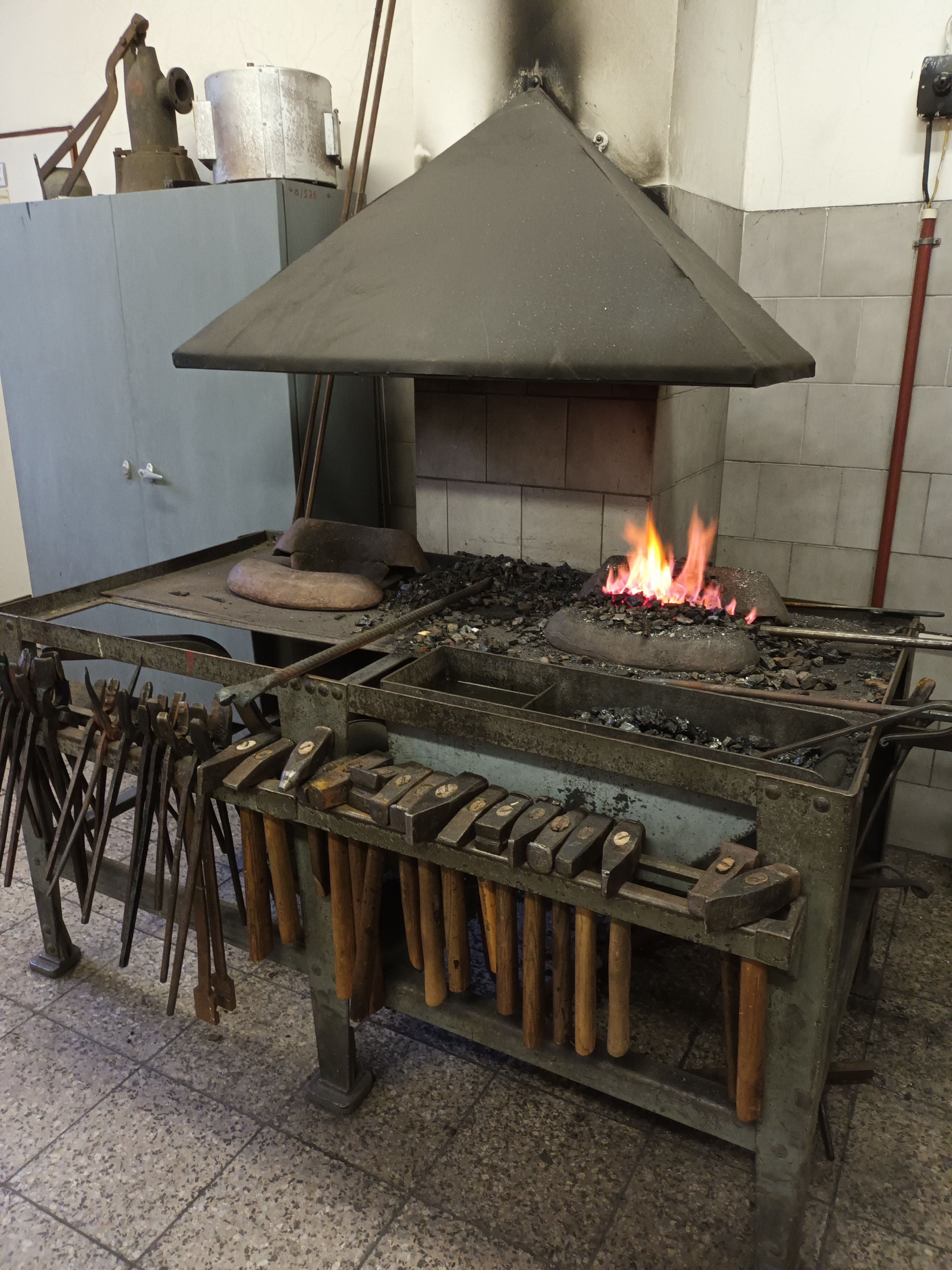
Kovárna SPŠ
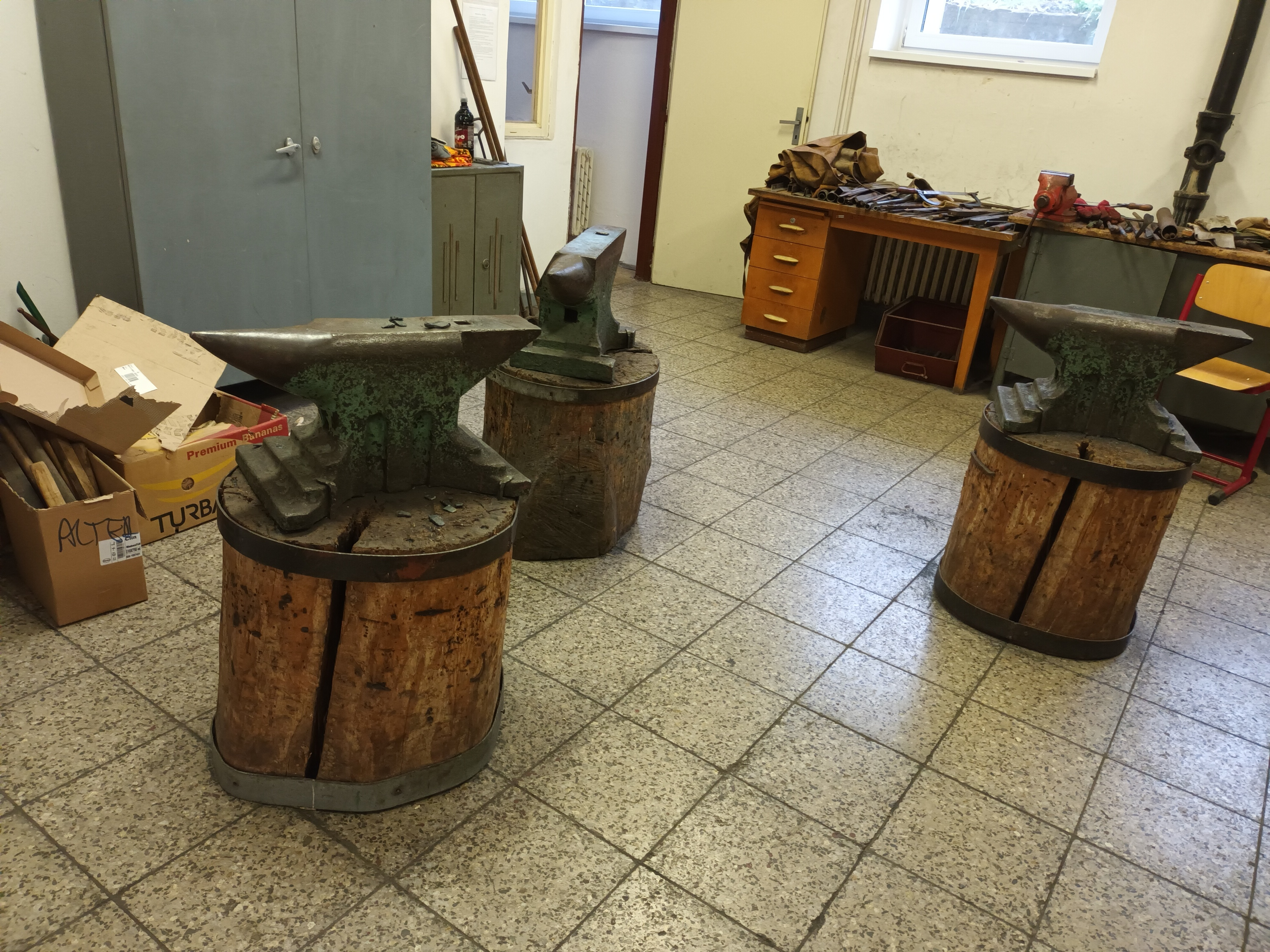
Kovárna SPŠ – kovadlina
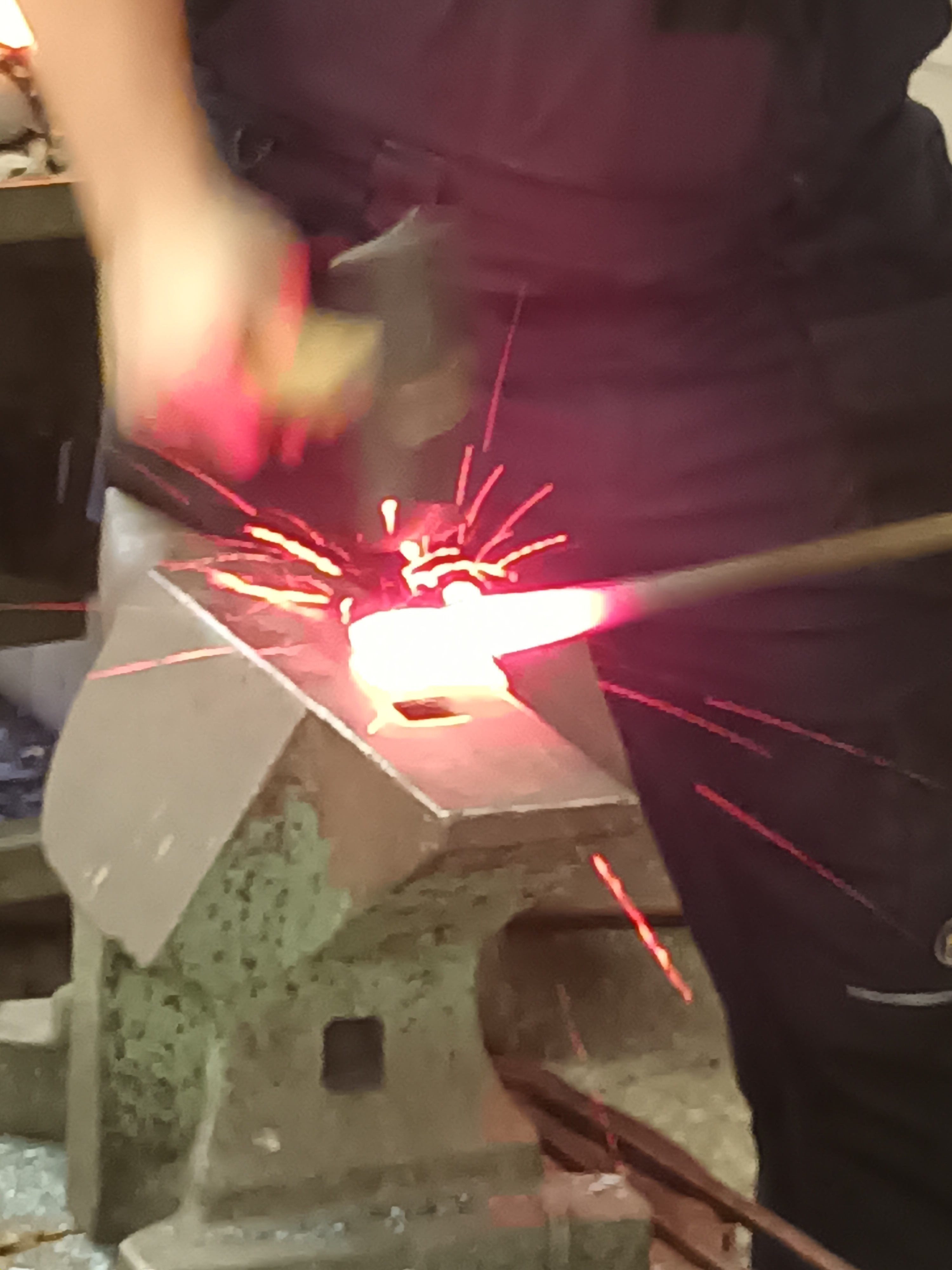
Kovárna SPŠ – student při práci